# Cabo Corrientes
Cabo Corrientes là một đô thị thuộc bang Jalisco, México. Năm 2005, dân số của đô thị này là 9034 người.